# エティエンヌ1世 (オーソンヌ伯)
エティエンヌ1世（フランス語：Étienne I, ? - 1173年7月22日以降）は、オーソンヌ伯（在位：1156年 - 1173年）。ブルゴーニュ伯家の成員としてエティエンヌ2世とも数えられる。

## 生涯
エティエンヌはマコン伯、ヴィエンヌ伯およびオーソンヌ伯のギヨーム3世とトラ―ヴの女子相続人アデライード＝ポンセットの息子である。
エティエンヌと弟ジェラールは1156年に父ギヨーム3世の跡を継いだ。ジェラールはマコン伯領とヴィエンヌ伯領を相続し、エティエンヌは父よりオーソンヌ伯領を、母アデライード＝ポンセットよりトラーヴ領を継承した。
エティエンヌ1世は1173年7月22日以降に亡くなり、息子エティエンヌ2世が跡を継いだ。

## 子女
1170年ごろにロレーヌ公マチュー1世の娘ジュディットと結婚し、1男をもうけた。
- エティエンヌ2世（1241年没） - オーソンヌ伯、シャロン女伯ベアトリスと結婚[3]